# Eilicrinia
Eilicrinia là một chi bướm đêm thuộc họ Geometridae.

## Các loài
- Eilicrinia cordiaria (Hübner, 1790)
- Eilicrinia flava (Moore, 1888)
- Eilicrinia nuptalis (Bremer, 1864)
- Eilicrinia orias Wehrli, 1931
- Eilicrinia subcordiaria (Herrich-Schäffer, 1852)
- Eilicrinia trinotata (Metzner, 1845)
- Eilicrinia unimacularia Püngeler, 1914
- Eilicrinia wehrlii Djakonov, 1938